# KINGDOM (黒夢の曲)
「KINGDOM」（キングダム）は、日本のロックバンド、黒夢のシングル。2013年9月6日にavex traxから会場限定にて発売された
。

## 概要
- 復活後4枚目のシングル。
- 2013年9月6日にZepp DiverCity TOKYO、9月14日にZepp Nambaにて行われた「DIVE INTO THE KINGDOM」の2会場限定で発売され、初の人時作詞曲が収録されている。
- デジパック仕様、バックステージパス (レプリカ) 封入。

## 収録曲
| 全作曲: 清春。 |                        |           |            |                |      |
| #              | タイトル               | 作詞      | 作曲・編曲 | 編曲           | 時間 |
| 1.             | 「KINGDOM」            | 清春      | 清春       | 是永巧一、黒夢 | 4:43 |
| 2.             | 「BLAND NEW LOVELESS」 | 人時      | 清春       | 人時           | 2:55 |
| 合計時間:      | 合計時間:              | 合計時間: | 合計時間:  | 7:38           |      |

## 参加ミュージシャン
KINGDOM

Guitar: 是永巧一 、Drums: 秋山タカヒコ (downy)

BLAND NEW LOVELESS

Guitar: 青木裕 (downy/unkie)、Drums: GO (sads/SUNS OWL)